# (6507) 1982 QD
1982 كيو دي (ويعرف أيضًا باسم (6507) 1982 كيو دي وفق تسمية الكوكب الصغير) (بالإنجليزية: 1982 QD)‏ هو كويكب ضمن حزام الكويكبات؛ وترتيبه 6507 من حيث الاكتشاف.
اكتُشف هذا الجُرم الفلكي بواسطة Zdeňka Vávrová ‏ في 18 أغسطس 1982.

## وصلات خارجية
- (6507) 1982 QD في قاعدة بيانات مختبر الدفع النفاث لأجرام النظام الشمسي الصغيرة

- الاكتشاف · مخطط المدار ·  العناصر المدارية · المعلمات المادية

- (6507) 1982 QD على موقع ويكي سكاي: DSS2, SDSS, GALEX, IRAS, Hydrogen α, X-Ray, Astrophoto, Sky Map, Articles and images